# Campionati del mondo di triathlon long distance del 2014
I Campionati del mondo di triathlon long distance del 2014 (XXI edizione) si sono tenuti a Weihai in Cina, in data 21 settembre 2014.
Tra gli uomini ha vinto il francese Bertrand Billard, mentre la gara femminile è andata alla danese Camilla Pedersen.

## Risultati

### Élite uomini
| Pos. | Pos.                       | Paese         | Nuoto    | Bici     | Corsa    | Totale   |
| ---- | -------------------------- | ------------- | -------- | -------- | -------- | -------- |
|      | Bertrand Billard           | Francia       | 00:51:15 | 02:57:46 | 01:16:21 | 05:09:09 |
|      | Sylvain Sudrie             | Francia       | 00:49:59 | 02:59:43 | 01:18:22 | 05:11:50 |
|      | Cyril Viennot              | Francia       | 00:55:10 | 02:59:48 | 01:16:54 | 05:15:34 |
| 4    | Graham O'Grady             | Nuova Zelanda | 00:50:05 | 03:07:23 | 01:16:35 | 05:17:53 |
| 5    | Craig Alexander            | Australia     | 00:55:09 | 03:11:59 | 01:09:41 | 05:20:45 |
| 6    | Gustavo Rodriguez Iglesias | Spagna        | 00:59:32 | 03:02:59 | 01:15:05 | 05:21:53 |
| 7    | Rasmus Petræus             | Danimarca     | 00:49:55 | 03:13:25 | 01:14:44 | 05:22:09 |
| 8    | Samuel Betten              | Australia     | 00:50:29 | 03:12:05 | 01:17:17 | 05:23:26 |
| 9    | Antony Costes              | Francia       | 00:51:11 | 03:09:24 | 01:19:59 | 05:24:24 |
| 10   | Nikolay Yaroshenko         | Russia        | 00:50:04 | 03:13:23 | 01:18:36 | 05:25:41 |
| 11   | Luiz Francisco Ferreira    | Brasile       | 00:50:31 | 03:12:54 | 01:20:00 | 05:27:35 |
| 12   | Denis Vasiliev             | Russia        | 00:49:57 | 03:15:14 | 01:25:03 | 05:34:29 |
| 13   | Artem Parienko             | Russia        | 00:55:11 | 03:23:50 | 01:13:22 | 05:36:01 |
| 14   | Allan Steen Olesen         | Danimarca     | 00:57:30 | 03:15:09 | 01:23:45 | 05:40:34 |
| 15   | Greg Bennett               | Stati Uniti   | 00:51:17 | 03:16:01 | 01:30:16 | 05:42:06 |
| 16   | Roberto Corujo Acebedo     | Spagna        | 00:59:22 | 03:21:50 | 01:18:53 | 05:44:50 |
| 17   | Kuniaki Takahama           | Giappone      | 00:55:08 | 03:31:21 | 01:17:47 | 05:48:18 |

### Élite donne
| Pos. | Pos.                    | Paese         | Nuoto    | Bici     | Corsa    | Totale   |
| ---- | ----------------------- | ------------- | -------- | -------- | -------- | -------- |
|      | Camilla Pedersen        | Danimarca     | 00:57:35 | 03:21:27 | 01:20:35 | 05:43:31 |
|      | Kaisa Lehtonen          | Finlandia     | 00:59:16 | 03:24:34 | 01:19:51 | 05:47:47 |
|      | Andrea Hewitt           | Nuova Zelanda | 00:55:02 | 03:29:16 | 01:24:59 | 05:54:29 |
| 4    | Ewa Bugdol              | Polonia       | 00:57:34 | 03:30:10 | 01:26:48 | 05:58:49 |
| 5    | Eva Potuckova           | Rep. Ceca     | 00:57:33 | 03:30:43 | 01:28:19 | 06:00:44 |
| 6    | Laura Bennett           | Stati Uniti   | 00:55:00 | 03:37:44 | 01:26:00 | 06:02:55 |
| 7    | Vanessa Gianinni        | Brasile       | 00:59:32 | 03:37:02 | 01:24:05 | 06:05:40 |
| 8    | Natsumi Higashi         | Giappone      | 01:05:25 | 03:43:25 | 01:40:59 | 06:34:14 |
| 9    | Gurutze Frades Larralde | Spagna        | 01:11:11 | 03:55:56 | 01:22:08 | 06:34:25 |
| 10   | Yasuko Miyazaki         | Giappone      | 01:08:55 | 03:58:10 | 01:29:14 | 06:41:04 |
| 11   | Lynette Van Der Merwe   | Sudafrica     | 00:59:33 | 03:58:05 | 01:41:45 | 06:44:47 |
| 12   | Margarita Ovsyannikova  | Russia        | 01:17:38 | 04:23:37 | 01:44:45 | 07:31:00 |